# Nicolei Faber
 Ikke at forveksle med Nicolai Faber (biskop).
Nicolei Faber (født 31. marts 1982) er en dansk skuespiller.
Faber er uddannet fra Teaterstudio og GITIS Scandinavia i hhv. 2001 og 2004.

## Filmografi
- Ambulancen (2005)
- Preludium (2008)
- Profetia (2009)
- Megaheavy (2010)

### Tv-serier
- Sommer (2008)